# Contarinia verrucicola
Contarinia verrucicola är en tvåvingeart som först beskrevs av Osten Sacken 1875.  Contarinia verrucicola ingår i släktet Contarinia och familjen gallmyggor. Inga underarter finns listade i Catalogue of Life.